# バーキー財団
バーキー財団(英語：Varkey Foundation、前：Varkey GEMS Foundation)とは、恵まれない子供たちのための教育水準向上に焦点を当てた世界的な慈善団体である。表記の揺れ：バーキー基金
2010年に、幼稚園から12年生までの学校の世界最大の運営者であるGEMS Educationの創設者兼会長であるインド人実業家サニー・バーキーによって創設された。
ユネスコ、ユニセフ、クリントングローバルイニシアチブなど、さまざまな組織と連携している。

## 創設目的
発展途上国で何万人もの教師と校長を訓練するで世界的な教師の質を向上させること、さまざまなプログラムやプロジェクトを通じて教育に繋がるようにすること、そして世界中の教育政策の変更を支持し、発展させるのに役立つ研究を実施することを目的としてる。

## 活動
貧困地域の教師育成（アフリカのプロジェクトで2015年半ばまでに12,000人）、学校創設（フィリピン、パプアニューギニア、インド、ネパール、パレスチナなど）
- 2013年、財団はユネスコとアラブ首長国連邦の教育省と協力して、年に1度のグローバル教育とスキルフォーラムを開催することとした。
- 2013年10月、世界21カ国の教師の公的・社会的地位に関する53ページの調査結果を公表した。
- 2014年 ユネスコなどと共に ビジネス支援教育（Business Backs Education） を設置。スキル不足の企業などを支援。

## 世界教員地位指数（GTSI）
Global Teacher Status Indexは、en:Populus Ltdによって各国1000人を対象に調査が行われた。「子供を将来教師にしたいか？」「子供が、教師となることを奨励するか？」「学生が教師を尊敬しているか」などの調査を行った。
2013年には21か国を対象に行われ、中国(1位 100％)やマレーシア（2位）、台湾、ロシアが高い数字となった。この結果に対してGTSIの作成者、ピーター・ドルトン教授は、「教師の社会的地位は、特定の文化の歴史や価値観、慣習によって変わってくる。収入が重視されるニューヨークでは、教師がどれだけ稼いでいるかが社会的地位と相関する一方、年長者を敬うことが文化規範となっている中国では、教師は高給ではないが、より高い社会的地位が与えられている。」と説明している。

### 日本の結果
2013年の調査では、日本での教師の地位は21か国中17位。2018年の調査では35か国中18位となっている。10％が子供が教師になることを推奨するが、50％は絶対に反対する結果となった。教育に対する自己評価は。2013年の調査では10ポイント中 6.7ポイントと21か国で4番目に高かったが、2018年では10ポイント中5.28ポイントに低下した。給与についても仕事に対して少なすぎると回答している。

## 世界教師賞（グローバル・ティーチャー賞）
2015年から毎年、自薦他薦を問わず審査で選ばれた優れた教師に100万アメリカドルを授与している。世界中の校長、教育専門家、評論家、ジャーナリスト、公務員、ハイテク起業家、企業ディレクター、科学者によって構成される審査委員会によって決定される。
- 2015年 アメリカ合衆国のナンシー・アトウェル（英語、教師育成者）：学生と地域社会にインスピレーションを与えた革新的で思いやりのある教師として評価された[6]。
- 2016年 パレスチナのハナン・ハロウブ：「計画的・教育的な遊びによって暴力を振るわないなどの変化をもたらした」[7]
- 2017年 カナダのマギー・マクドネル：性的虐待・自殺率も高い地域で「生徒の人生を変え、コミュニティーに変化をもたらした」[8]
- 2018年 イングランドのアンドリア・ザフィラコウ（芸術）：35の言語での、あいさつなど基本的な言葉を習得するなど少数の言語話者への配慮や行動が認められた。
- 2019年 ケニアの中学教師ピーター・タビチ教諭（理科）：貧困家庭への支援活動などが認められた。